# 水田村 (福岡県)
水田村（みずたむら）は、福岡県八女郡にあった村。現在の筑後市の一部。

## 地理
花宗川中流の左岸に位置していた。

## 歴史
- 1889年（明治22年）4月1日 - 町村制の施行により、下妻郡野町村、水田村、上北島村、下北島村、折地村、古島村、井田村、島田村が合併して村制施行し、水田村が発足[1][2]。
- 1896年（明治29年）4月1日 - 郡の統合により八女郡に所属[1][3]。
- 1908年（明治41年）1月15日 - 八女郡二川村、下妻村と合併して水田村が存続[1][2]。
- 1909年（明治42年）- 旧二川村の大字和泉を羽犬塚村に編入[1]。
- 1949年（昭和24年）5月28日 - 昭和天皇が村内の共同苗代を視察（昭和天皇の戦後巡幸）[4]。
- 1954年（昭和29年）4月1日 - 八女郡羽犬塚町、古川村、岡山村（一部、前津・長浜）と合併して筑後市を新設し廃止された[1][2]。